# Đường tỉnh 115
Đường tỉnh 115 hay tỉnh lộ 115, viết tắt ĐT115 hay TL115 là đường tỉnh ở huyện Sông Mã, tỉnh Sơn La.

## Lộ trình
Đường tỉnh 115 bắt đầu từ thị trấn Sông Mã, nối vào đường tỉnh 105. Đường đi hướng tây bắc, dọc theo thung lũng Sông Mã đến xã Bó Sinh 21°18′36″B 103°26′5″Đ / 21,31°B 103,43472°Đ, nối tiếp sang đường tỉnh 130 ở tỉnh Điện Biên.
Năm 2007, Đường tỉnh 115 (Sông Mã – Mường Lầm) có chiều dài 30 km.
Năm 2015, Đường tỉnh 115 (Sông Mã – Mường Lầm – Bó Sinh) có tổng chiều dài là 55 km. Điểm đầu tại Km 92, Quốc lộ 4G thuộc thị trấn Sông Mã. Điểm cuối là Bó Sinh.
Năm 2021, bổ sung tuyến Huổi Một –Mường Hung – Chiềng Khương dài 27,1 km thành Đường tỉnh 115.
Sau khi điều chỉnh Đường tỉnh 115 (Huổi Một –Mường Hung – Chiềng Khương) có chiều dài là 27,1 km. Điểm đầu tại Km 96+550, Quốc lộ 4G thuộc bản Nà Hạ, xã Huổi Một, Sông Mã. Điểm cuối tại bản Phiêng Pẻn, xã Mường Hung.